# Niemojowice-Kolonia
Niemojowice-Kolonia (prononciation [ ɲɛmɔjɔˈvit͡sɛ kɔˈlɔɲa]) est un village de la gmina de Żarnów, du powiat d'Opoczno, dans la voïvodie de Łódź, situé dans le centre de la Pologne.
Il se situe à environ 4 kilomètres à l'est de Żarnów (siège de la gmina), 15 kilomètres au sud d'Opoczno (siège du powiat) et 79 kilomètres au sud-est de Łódź (capitale de la voïvodie).
Sa population s'élevait approximativement à 90 habitants en 2006.

## Administration
De 1975 à 1998, le village était attaché administrativement à l'ancienne voïvodie de Piotrków.

Depuis 1999, il fait partie de la nouvelle voïvodie de Łódź.